# Bandjoun

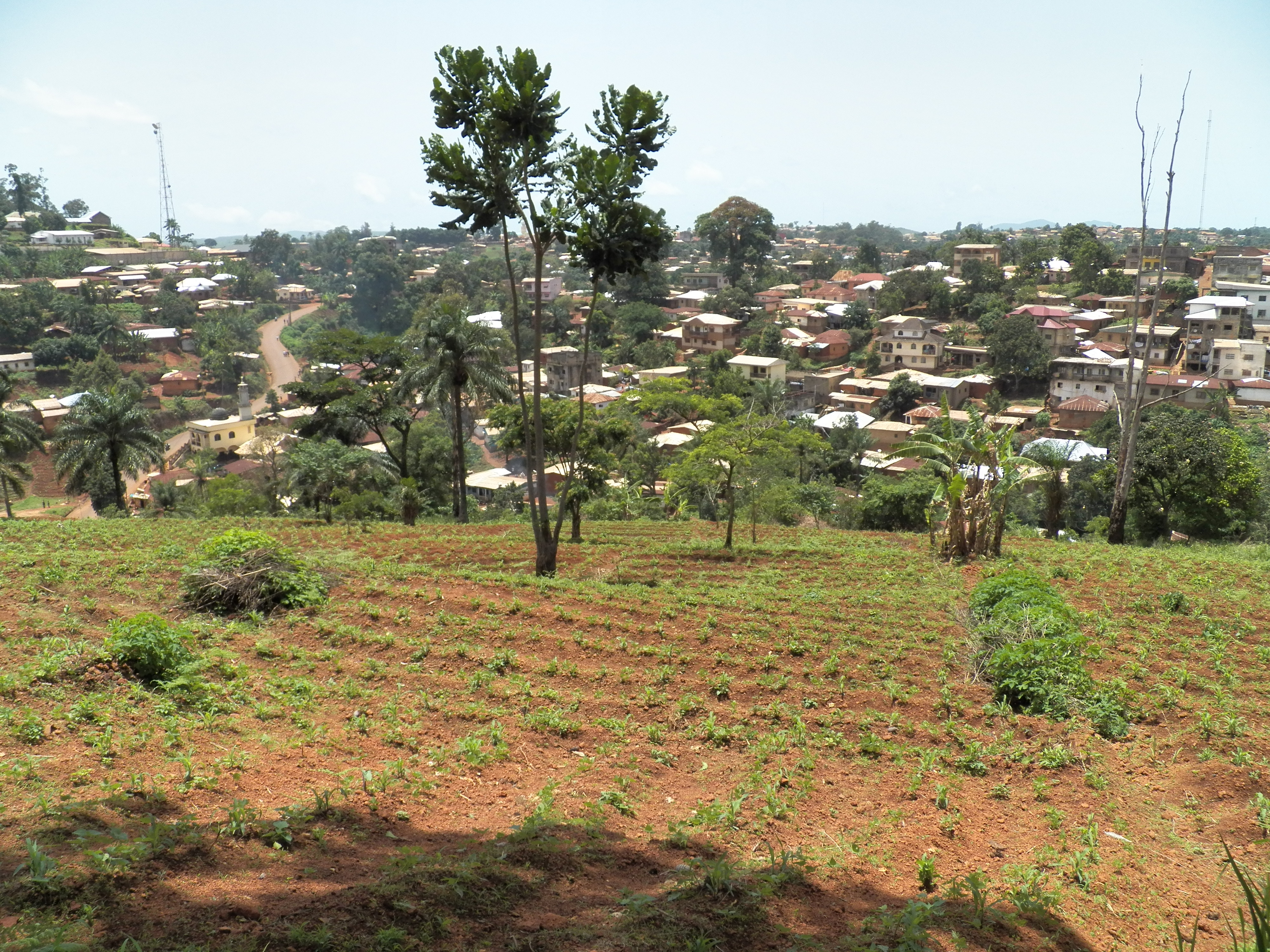
Mbô (Bandjoun)

Bandjoun este un oraș din departamentul Koung-Khi, Provincia de Vest, Camerun.